# 감각처리
감각처리(sensory processing) 혹은 감각통합(sensory integration)은 인간의 신체와 환경으로부터 느껴지는 감각들을 해석하고 의미를 지각하여 환경안에서 신체를 효과적으로 쓰게 끔 하는 신경과학적 과정이다. 특히 여러 가지 원감각자료로부터 뇌가 어떻게 이 자극을 처리하고 기능적 출력을 만들어 내는지를 다루고 있다. 다양한 감각기관으로부터의 자극은 각기 다양한 뇌부분에서 처리가 이루어지고 있는 것으로 여겨지고 있으며 이러한 뇌 부분의 특별한 영역간의 소통이 기능적 통합으로 나타나게 된다.
예를 들어 길거리에서 급정지하는 차를 보았다면 인간의 시청각 감각수용기는 단기감각저장고(Short-term sensory store; STSS)에 저장되고 여기서 원자극을 지연시키는 시간적 저장 구조를 가지고 있다. 시각의 경우는 약 0.5초, 청각의 경우는 이보다 긴 2-4초 정도이다. 뇌에 중계된 이러한 감각은 지각작용을 일으켜 원감각자료부터 의미를 부여하게 된다. 이러한 시간적 지연은 자극이 사라지고 난 후에도 기억될 수 있다. 흔히 주의를 기울이지 않고 듣다가 갑자기 들은 내용을 기억하려고 할 때 마지막 단어 정도만 기억하는 것이 그 예이다.

## 감각통합장애
감각처리과정에 문제가 있어 신체와 환경으로부터 감각정보를 지각하는데 결함이 있거나 이로인한 학습에 어려움이 있는 경우 감각통합장애라고 한다. 특히 아이가 성장하면서 감각통합능력이 자라나게 되는데 장애가 있는 경우 치료가 필요할 수 있다.

## 같이 보기
- 운동협응
- 음악 치료
- 작업치료
- 고등감각인지
- 정신병리학
- 자폐